# هيتوشي شيأوتاني
هيتوشي شيأوتاني (باليابانية: 塩田 仁史) (28 مايو 1981 في هيتاتشي في اليابان – )؛ هو لاعب كرة قدم ياباني سابق كان يلعب كحارس مرمى.

## وصلات خارجية
- هيتوشي شيأوتاني على موقع رابطة كرة القدم اليابانية للمحترفين (اليابانية)
- هيتوشي شيأوتاني على موقع إي إس بي إن إف سي (الإنجليزية)
- هيتوشي شيأوتاني على موقع قاعدة بيانات كرة القدم.إي يو (الإنجليزية)
- هيتوشي شيأوتاني على موقع Soccerway.com (الإنجليزية)
- هيتوشي شيأوتاني على موقع عالم كرة القدم.نت (الإنجليزية)
- هيتوشي شيأوتاني على موقع كووورة